# 雄鸡53号行动
雄鸡53号行动是以色列在埃以消耗战争期间的一次军事行动，目的是夺取一架埃及P-12雷达系统。这项行动通常被称为“公鸡行动”，于1969年12月26日和27日进行。参与的部队包括纳哈尔旅的第50营、精锐伞兵侦察部队萨耶雷特·查哈尼姆和以色列空军。

## 背景
当埃及试图重新夺回在六日战争中被以色列占领的西奈半岛时，消耗战沿着苏伊士运河爆发。埃及从苏联得到了相当数量的军事装备，包括坦克、雷达系统和武器。在六日战争期间，以色列缴获了其中一些设备，这使它获得了大量有关埃及防空弱点的情报。随着新系统抵达埃及，以色列正在努力学习如何处理这些问题。侦察任务显示，埃及在拉斯加里卜海滩上放置了一套P-12雷达系统。以色列试图用空袭摧毁它，但是行动被取消了。

## 计划
任务于12月24日开始计划。它得到了以色列国防军指挥系统的批准，并利用在六日战争期间缴获的雷达系统进行训练。以色列计划使用CH-53直升机将雷达运送到以色列领土。

## 任务执行
该任务于12月26日晚9点启动。以色列先用A-4天鹰式攻击机和F-4鬼怪II战斗机沿苏伊士运河西岸和红海袭击埃及军队。在喷气机的轰隆声中，三架超级黄蜂式直升机携带着一支由陆军中校阿里·西顿和他的副手多伦·鲁宾率领的第35伞兵旅部队向西向目标进发。为了不被发现，伞兵们小心翼翼地靠近，在雷达装置处制服了光安全分遣队，并迅速控制了现场。12月27日凌晨2点，当伞兵部队拆除雷达站并准备直升机运输部件时，两架直升机被从红海对岸召来。一架CH-53E直升机负责搬运通信大篷车和雷达天线，而另一架直升机搬运了4吨重的雷达本身。两架直升机穿过红海返回以色列控制的领土。